# Sorbus medogensis
Sorbus medogensis är en rosväxtart som beskrevs av Ling Ti Lu och T. C. Ku. Sorbus medogensis ingår i släktet oxlar, och familjen rosväxter. Inga underarter finns listade i Catalogue of Life.